# Cynoscion steindachneri
Cynoscion steindachneri är en fiskart som först beskrevs av David Starr Jordan, 1889.  Cynoscion steindachneri ingår i släktet Cynoscion och familjen havsgösfiskar. Inga underarter finns listade i Catalogue of Life.